# كليفتون وليامز
كليفتون وليامز (بالإنجليزية: Clifton Curtis "C.C." Williams, Jr. )‏ (و. 1932 – 1967 م) هو ضابط، وطيار اختبار، ورائد فضاء، ومهندس، وطيار أمريكي، ولد في موبيل، ألاباما، توفي في تالاهاسي، عن عمر يناهز 35 عاماً، بسبب حوادث الطيران.

## التعليم
تعلم في جامعة أوبرن، وكلية الطيارين الاختباريين البحرية الأمريكية ‏.

## الخدمة العسكرية
خدم في قوات مشاة بحرية الولايات المتحدة.